# Pavonia aschersoniana
Pavonia aschersoniana är en malvaväxtart som beskrevs av Gürke. Pavonia aschersoniana ingår i släktet påfågelsmalvor, och familjen malvaväxter. Inga underarter finns listade i Catalogue of Life.